# Strikte Funktion
In der Informatik heißt eine einstellige Funktion strikt, wenn gilt:
Ist ihr Argument undefiniert ({\displaystyle \bot }, bottom), so ist das Funktionsresultat ebenfalls undefiniert.
Also wenn: {\displaystyle f(\bot )=\bot }. Eine mehrstellige Funktion kann jeweils in einzelnen Argumenten oder in allen Argumenten strikt sein. Sind alle Argumente strikt, dann ist die Funktion strikt.

## Beispiel
In Haskell sind definierte Funktionen per default nicht-strikt, aber es gibt Strictness-Annotationen, mit denen man einzelne Argumente als strikt markieren kann. Beispielsweise liefert folgendes Haskell-Programm:
```
{-# OPTIONS -XBangPatterns #-}

bottom
 
=
 
undefined

f
  
a
  
b
 
=
 
a

f'
 
a
 
!
b
 
=
 
a

main
 
=
 
do

  
print
 
$
 
f
  
[
1
,
2
,
3
]
 
bottom

  
print
 
$
 
f'
 
[
1
,
2
,
3
]
 
bottom

```

folgende Ausgabe:
```
 [1,2,3]
 strict: Prelude.undefined
```

In dem Beispiel ist die Funktion {\displaystyle f'} strikt und die Funktion {\displaystyle f} nicht-strikt.

## Nicht-Strikte Funktionen in strikten Programmiersprachen
Eine Programmiersprache wird als strikt bezeichnet, wenn definierte Funktionen standardmäßig strikt sind.
Auch in Programmiersprachen mit strikter Auswertung sind oft einzelne Funktionen vordefiniert, die nicht-strikt ausgewertet werden.
Beispielsweise enthalten imperative Programmiersprachen wie Java oder C den logischen-Oder-Operator (also eine zweistellige Funktion in Infix-Schreibweise), der nicht-strikt ausgewertet wird:
```
byte
 
a
;

boolean
 
b
 
=
 
(
a
 
==
 
0
 
||
 
1
/
a
 
>
 
0
);

```

Ist a hier gleich 0, so wird der hintere Teil des Ausdruckes nicht mehr ausgewertet.
Wäre das Oder (||) hier streng, so wäre b undefiniert, falls a gleich 0 wäre. Diese Art der Auswertung wird auch Kurzschlussauswertung bezeichnet.
In funktionalen Programmiersprachen mit strikter Auswertung muss die if-then-else Funktion nicht-strikt definiert sein, damit überhaupt eine Rekursion (die einen if-Ausdruck enthält) programmiert werden kann. In Pseudo-Code, der Pattern-Matching verwendet:
```
-- if_then_else condition expr1 expr2

if_then_else
 
True
  
expr1
 
expr2
 
=
 
expr1

if_then_else
 
False
 
expr1
 
expr2
 
=
 
expr2

```

## Auswertungsstrategie
Je nachdem, welche Auswertungsstrategie eine funktionale Programmiersprache verwendet, sind definierte Funktionen standardmäßig strikt oder nicht-strikt. Beispielsweise führt die Auswertungsstrategie left-most/innermost-first zu strikten Funktionen. Die Auswertung bezieht sich auf die Auswahl eines reduzierbaren Ausdruckes (Reducible-Expression, Redex) in einem funktionalen Ausdruck, der noch nicht in Normalform ist. Die Normalform liegt vor, wenn der Ausdruck Redex-frei ist und die Ausführung eines funktionalen Programms entspricht der Überführung des Programms in die Normalform. Die innermost-first-Auswertung wird auch als strikte Auswertung bezeichnet. Intuitiv entspricht dies der Vorgehensweise, dass die Argumente einer Funktion vor dem Funktionsaufruf ausgewertet werden (und nicht erst, wenn sie benötigt werden).